# Acanthothrips vittatus
Acanthothrips vittatus är en insektsart som först beskrevs av Ian A. Hood 1912.  Acanthothrips vittatus ingår i släktet Acanthothrips och familjen rörtripsar. Inga underarter finns listade i Catalogue of Life.